# روبن وايت (تنس)
روبن وايت (بالإنجليزية: Robin White)‏ مواليد 10 ديسمبر 1963 في سان دييغو، هي لاعبة كرة مضرب أمريكية سابقة بدأت مسيرتها كمحترفة سنة 1983، اعتزلت اللعب في 1995. كما أنها إحدى بطلات الجراند سلام. أعلى تصنيف لها في الفردي كان المركز الـ 15 في سنة 1987.

## بطولات حققتها
- بطولة أمريكا المفتوحة للتنس

## النهائيات

### زوجي السيدات: 2 (الألقاب 1, الوصافة 1)
| الحصيلة | السنة | البطولة                     | الأرضية | الشريك          | المنافس في النهائي                   | النتيجة في النهائي |
| الفوز   | 1988  | بطولة أمريكا المفتوحة للتنس | صلبة    | جيجي فرنانديز   | باتي فينديك جيل هيذرنجتون            | 6–4, 6–1           |
| الوصافة | 1994  | أمريكا المفتوحة             | صلبة    | كاترينا مالييفا | يانا نوفوتنا أرانتشا سانتشيث فيكاريو | 6–3, 6–3           |

## روابط خارجية
- روبن وايت على موقع رابطة محترفات التنس (الإنجليزية)
- روبن وايت على موقع الاتحاد الدولي لكرة المضرب (الإنجليزية)
- روبن وايت على موقع خلاصة التنس.كوم (الإنجليزية)